# Atab
Atab de Kish fue el décimo rey sumerio de la primera dinastía de Kish (después de ca. 2900 BC), según la Lista Real Sumeria. Fue sucedido por su hijo Mashda.